# Jasodhara Bagchi
Jasodhara Bagchi, född 1937 i Kolkata, död 9 januari 2015, var en indisk professor, författare, kritiker och feministisk aktivist. Hon var grundare och chef för School of Women's Studies vid Jadavpur University.

## Utbildning
Jasodhara Bagchi fick sin universitetsutbildning på Presidency College, Kolkata (som då var filial till Calcuttauniversitetet), Somerville College, Oxford, och New Hall, Cambridge.

## Karriär
Jasodhara Bagchi började undervisa i engelska vid Jadavpur University 1964 efter att ha undervisat i engelska vid Lady Brabourne College, Calcutta. Hon blev grundare-direktör för School of Women's Studies  vid Jadavpur University 1988. Efter sin pensionering 1997 undervisade hon som professor emerita vid School of Women's Studies.
Bagchi tjänstgjorde som professor vid engelska institutionen från 1983, var chef för institutionen 1986–1988 och samordnade, under några avgörande tidiga år, UGC Special Assistance Programme, som senare blev Center for Advanced Studies in English. Hennes forskningsområden är kvinnostudier, kvinnliga skrifter, engelsk och bengalisk litteratur från 1800-talet, moderskap och delningen av Indien. Tillsammans med medredaktören Subhoranjan Dasgupta var hon en av de första forskarna som undersökte och samlade bengaliska kvinnors erfarenheter under och efter delningen.
Hon startade Bengali Women Writers Reprint Series, som redigerades av School of Women's Studies, Jadavpur University.
Professorerna Sajni Mukherji och Supriya Chaudhuri, hennes vänner och kollegor vid denna institution, redigerade en framstående festskrift åt henne  år 2002: Literature and Gender: Essays for Jasodhara Bagchi. Bidragsgivare till detta var Bagchis uppskattade lärare, vänner, tidigare elever och kollegor, som Peter Dronke, Kitty Scoular Datta, Himani Bannerji, Malini Bhattacharya, Sheila Lahiri Choudhury, Supriya Chaudhuri, Tanika Sarkar, Bhaswati Chakravorty och Aditi Dasgupta.
Professor Bagchi förblev en regelbunden och aktiv deltagare i seminarier och föreläsningar vid institutionen för engelska fram till sin död, och var också medlem av dess studienämnd under några år efter pensioneringen. På kort tid kom hon att bli erkänd för sitt enorma engagemang för sitt arbete och sina elever. Att hon främjat en forskningskultur anses vara hennes viktigaste bidrag till institutionen för engelska vid Jadavpur University.
2014 avbröt arrangörerna av bokmässan i Kolkata utgivningen av hennes bok, Parijayee Nari O Manabadhikar (Migrerande kvinnor och mänskliga rättigheter), på grund av dess "kontroversiella" karaktär, enligt hennes dotter Tista Bagchi.
Efter sin pensionering deltog hon i flera konferenser i Indien och förblev i nära kontakt med den engelska avdelningen vid Jadavpur University.

## Aktivism
Bagchi är en av grundarna av den feministiska organisationen Sachetana  i Kolkata. Hon var också ordförande för West Bengal Commission for Women från oktober 2001 till april 2008.
Hon gav sitt stöd till Hok Kolorob-rörelsens protester vid Jadavpur University 2014 ("låt det bli polyfoni" på bengali) som eftersträvade en rättvis och omedelbar utredning av ofredandet av en kvinnlig student på Jadavpur Universitys campus. Hon talade också på uppdrag av Västbengalska kvinnokommissionen och krävde en utredning om sexuellt ofredande och våldtäkter mot kvinnor i Dhantala.
Hon var en del av en grupp på fem professorer emeritus som träffade Västbengalens guvernör och universitetskansler Keshari Nath Tripathi för att protestera mot den dåvarande vicekanslern.

## Död
Bagchi dog på morgonen 9 januari 2015, vid 77 års ålder.

## Böcker (författade, editerade och samediteterade)
- Literature, Society, and Ideology in the Victorian Era (editerad volym), (1992)
- Indian Women: Myth and Reality (editerad volym), (1995)
- Loved and Unloved: The Girl Child in the Family (med Jaba Guha and Piyali Sengupta) (1997)
- Gem-like Flame: Walter Pater and the 19th Century Paradigm of Modernity (1997)
- Thinking Social Science in India: Essays in Honour of Alice Thorner (samediterad med Krishna Raj och Sujata Patel) (2002)
- The Trauma and the Triumph: Gender and Partition in Eastern India, 2 volymer (samediterade med Subhoranjan Dasgupta) (vol. 1 2003, vol. 2 2009)[8]
- The Changing Status of Women in West Bengal 1970–2000: The Challenges Ahead (editerad volym), (2005)[9]
- Interrogating Motherhood (2016)[10]